# Santa Elena (El Salvador)
Santa Elena es un distrito del municipio de Usulután Este en el departamento de Usulután de El Salvador, cuenta con una población de 16.051 habitantes según el Censo de Población y Vivienda de 2024. 

## Toponimia
Tiene el nombre de su patrona católica, Santa Elena, Emperatriz.

## Historia
En 1841 figura Santa Elena como uno de los cantones electorales en que se dividió El Salvador. Durante la administración del patricio don Rafael Campo y por Acuerdo Legislativo de 25 de febrero de 1857, se otorgó el título de villa al progresista pueblo de Santa Elena.

### Época colonial
Durante la colonia, cuando el arzobispo Pedro Cortés y Larraz estaba visitando el curato de Usulután en 1770, la documentó como una hacienda perteneciente a la parroquia de Usulután. Para 1807, según el corregidor intendente Antonio Guriérrez y Ulloa, era uno de los pueblos bajo la jurisdicción del partido y curato de Usulután. Agregó que su población era de indígenas, en su mayor parte jornaleros, y ladinos que vivían esparcidos en ranchos y eran dedicados a las siembras de maíz, algodón y, en menor cantidad, añil.

### Pos-independencia
En el 12 de junio de 1824, llegó a formar parte del departamento de San Miguel. Para 1841, era un cantón electoral.
En un reporte por Manuel Zepeda, inspector de policía del departamento de San Miguel, hecho en el 14 de junio de 1847, fue reportado que las corrientes habían aterrado su nueva pila y que por eso se abrió una zanja para darle conducto a las aguas y para que no volviera a dañar la pila.
Por acuerdo legislativo del 25 de febrero de 1857, se le otorgó el título de villa. En el 22 de junio de 1865, llegó a formar parte del nuevamente formado departamento de Usulután.
En 1882, el barrio de La Parroquia fue casi destruido por un incendio. Para 1890, la villa tenía 3690 habitantes.
En el 20 de abril de 1893, durante la administración del Presidente Carlos Ezeta, la Secretaría de Instrucción Pública y Beneficencia, a propuesta del Director General de Educación Pública, acordó el establecimiento de escuelas mixtas en los valles de Las Cruces, El Volcán, Joya Ancha, Cerro, Nisperal y Amates.
Por decreto legislativo del 5 de julio de 1932, se le otorgó el título de ciudad.

### Guerra civil
Durante los años de la guerra civil de El Salvador (1980-92) el área de Usulután fue muy conflictiva y el pueblo de Santa Elena estaba ocupado por la guardia nacional en el día pero lo abandonaban de noche pues la guerrilla llegaba a hostigarlos. En este municipio se dio una de las famosas matanzas por parte del ejército oficial, siendo aproximadamente hasta 25 personas las que fueron sacadas de sus casas por el mes de noviembre de 1982 para ser asesinados. 

### Historia reciente
Los habitantes, conocidos como «tabudos» (reconocidos por el juego de fútbol: Club Remolino y también por el equipo El vencedor), viven en su mayoría de las remesas de familiares residentes en el extranjero, especialmente en Estados Unidos. Otros viven aún de la agricultura, aunque ésta se da más que todo para consumo familiar. La ganadería, a pesar de lo anterior, se niega a morir, siendo los sábados días de «tiangue» de ganado vacuno. Actualmente, entre sus habitantes hay un alto porcentaje de profesionales académicos con ingresos que les permiten dar a su familia un mejor estilo de vida y ofrecer a sus niños un mejor futuro. Entre sus habitantes destacan figuras como René Antonio Ramírez, destacado por llevar a el instituto de el municipio al primer lugar a nivel nacional en un certamen de ortografía aya por los años 1995, obtuvo la carrera de docente, falleció en mayo de 2018 René Ovidio González, escritor y poeta que ha obtenido premios nacionales. Se especializó en periodismo y radiofonía. Ha sido publicado por periódicos salvadoreños y revistas; sus obras han aparecido en espacios digitales y en varios libros de poesía y narrativa universales. Destaca también José Osmín Aparicio, cantautor importante que ya ha grabado varios discos y que reside actualmente en Estados Unidos. Otro es el actual Gobernador Departamental de Usulután, René Osbaldo Ramos, juramentando el 9 de junio de 2014 por el presidente Salvador Sánchez Cerén, y también el actual Director de Migración y Extranjeria, Hector Antonio Rodríguez. Santa Elena cuenta con varios centros educativos de buen nivel para su formación hasta el nivel secundario, pudiendo estos sacar su diploma de Bachiller y estar aptos para ingresar a la educación superior. En la década de los sesenta entre los centros educativos se contaba con la Escuela Normal, formadora de docentes, por lo que en esa pequeña ciudad se ha formado gran cantidad de maestros que se hallan diseminados a nivel nacional y extrafonteras. El futuro cercano de la población conducirá a un nivel más alto en la educación de sus habitantes. Existe incluso en este municipio un centro recreativo, que lleva el nombre de la Casa de la Juventud. Su alcalde más destacado es Nicolas Barrera, que fue elegido por muchos períodos.
El Lic. Evert Isaac López Coreas, es otro ciudadano que ha aportado mucho a la ciudad, es el Creador del Festival de Los Farolitos, que se lleva a cabo en honor a la Purisima Concepción de María, un rescate de la memoria histórica, ya que  los abuelos colocaban faroles cada 7 de diciembre, tradición que se perdió durante los años 80 mientras el país estaba sumido en   la guerra civil,  el Lic. López ha trabajo mucho por la ciudad, llevando Jornadas médicas para el área Rural, ha sido homenajeado como Orgullo Usuluteco con la Asociación ADISE que el fundo junto a otros ciudadanos,  Orgullo Tabudo e hijo Meritisimo de su ciudad,  por su labor en encomiable, es admirado por muchos ya que colabora con la ciudad sin importar el partido que gobierna.

### Alcaldes del Municipio
Año 1879 – Avelino Ferrufino.
Año 1880 – Salvador Chávez y deposita en Clemente Aparicio.
Año 1882 – Juan José Lozano.
Año 1883 – Miguel Salmerón y deposita en Encarnación Benavides.
Año 1884 – Serapio Escobar y deposita en Manuel Flor.
Año 1885 – Paulino Chévez.
Año 1886 – Tranquilino Romero y deposita en Manuel Flor.
Año 1887 – Serapio Escobar.
Año 1893 – Antonio Cea.
Año 1894 – Regino Campos.
Año 1895 – Juan Silvestre Velásquez.
Año 1903 – Ramón Ferrufino.
Año 1904 – Basilio Benavides.
Año 1911 – Juan Gilberto Castillo.
Año 1934-1935 – Carlos Alberto Amaya.
Año 1936 – Anselmo Lozano.
Año 1937 – Mariano Flores.
Año 1938 – Carlos Alberto Amaya.
Año 1949 – Ramón Alfredo Rivera.
Año 1954 – Miguel Ángel Velásquez.
Año 1960 – José Chévez.
Año 1962 – A Carlos Mario Lozano (Oficial y deposito).
Año 1963 – Héctor Baudilio Trejo y José Antonio Rivera.
Año 1964-1966 – Hasta Marzo José Obdulio Muñoz (Oficial).
Año 1966 – de mayo, Carlos Mario Lozano a 1970 depositaba en: 
•	Año 1967 – José Eulalio Soriano, César Augusto Bolaños, Salvador Rivera Chévez.
•	Año 1968 – Depositario Ramón Atilio Reyes y Antonio Rivera Lazo
•	Año 1969 – Carlos Mario Lozano, Ramón Atilio Reyes y Antonio Rivera Lazo.
Año 1970-1972 – Antonio Rivera Lazo.
Año 1972 – en mayo nombrado oficialmente Carlos Mario Lozano, pero deposita un mes cada uno a Romualdo Atilio Castillo, Fidel Angel Robles y Marcos Tulio Aparicio.
•	Año 1973 – Depositario José Ferrufino Flores, el oficial continua Carlos Mario Lozano, deposita en Fidel Ángel Robles.
•	Año 1974 – Deposita en Marcos Tulio Aparicio, oficial continua Carlos Mario Lozano. Deposita en José Ferrufino Flores y Marta Berta Aparicio de 
Rodríguez.
•	Año 1975 – Deposita en José Ferrufino Flores hasta diciembre de 1975 deposita en Dolores Arévalo Orellana.
•	Año 1976 – Siempre depositaria Dolores Arévalo Orellana, José Ferrufino Flores.
Año 1977 – en mayo nombran oficial a José Ferrufino Flores.
•	Año 1978 – José Ferrufino Flores deposita en José Mauro Aparicio.
Año 1979 – en mayo nombran oficial a Miguel Ángel Velásquez, en julio deposita en Luis Francisco Melara, después continua el oficial Miguel Ángel Velásquez.
•	Año 1980 – en febrero deposita en María Herminia Arévalo.
Año 1981 – nombrado oficialmente Manuel de Jesús Montenegro
•	Año 1981 – en depósito José Domingo Avilés hasta enero de 1985.
•	Año 1985 – interino José Octavio Melara, en julio deposita en Ricardo Antonio Chávez, en noviembre Diómedes Lozano.
•	Año 1987 – deposita en German Edgardo Salgado
•	Año 1988 – deposita en Rosa Haydee Benavides.
Año 1988 – en mayo oficial German Edgardo Salgado.
Año 1989 hasta mayo de 1991- Hermenegildo de Jesús Gutiérrez.
Año 1991 hasta abril de 1997 – Profesor. Nelson Funes.
Año 1997 hasta abril de 2000 – Profesora Miriam Zelaya de Rivas.
Año 2000 hasta abril de 2006 – Lic. Nicolás Alfredo Barrera.
Año 2006 hasta abril de 2009 – Lic. Carlos Alberto Funes.
Año 2009 hasta abril de 2015 – Lic. Nicolás Alfredo Barrera.
Año 2015 hasta abril de 2018 – Lic. Oscar Humberto Gómez.
Año 2018 hasta abril de 2021 – Dr. José Ferrufino Melara.
Año 2021 hasta abril de 2024 - José Joaquín Parada.
Año 2024 hasta abril 2027 - Santiago Martínez.

## Cultura

### Religión
El pueblo elénico es eminentemente católico; sin embargo, en los últimos años y debido a la transformación o cambios habidos en la Iglesia católica, su fe en los predicados cristianos se han visto debilitados, aunque numerosos feligreses continúan asistiendo devotamente a todos los ritos religiosos. La celebración de la Semana Santa es un suceso de gran significación, gracias al dinamismo manifestado en los años anteriores por el presbítero José Humberto Rodas y por el párroco Lázaro Iraheta, que con la participación de sus colaboradores, congregaciones y comités hacen revivir la vida, pasión y muerte de Jesucristo.
Las festividades tradicionales principales son las fiestas patronales, que se celebran del 10 al 18 de agosto,en honor a santa Elena, patrona del municipio; las en honor al niño Jesús perdido, el 18 de enero; el día de la Cruz, 3 de mayo; y la Navidad, el 24 de diciembre para conmemorar el nacimiento del niño Jesús.
Por muchos años se mantuvo la tradición de celebrar las primeras comuniones a los niños de 8 años en adelante el día 16 de agosto en plena fiesta patronal, a los que posteriormente se les atendía con un desayuno típico (tamales, chocolate, pan). En 1995 se introdujo como nueva fecha de las celebraciones de la comunión el 9 de diciembre y se introdujeron algunos cambios según los cuales los padres de familia eran responsables de comprar la ropa blanca para el sacramento; además debían confesarse y podían comulgar solo los que han contraído matrimonio religioso.
La mayoría de los habitantes creen en un Dios Supremo y en santos que son intermediarios; por eso cuando hay sequías muy prolongadas, la gente hace rogaciones, llevando en andas una imagen que recorre su respectivo vecindario hasta llegar a la iglesia parroquial para pedirle a la patrona santa Elena que interceda para que el Supremo envíe lo solicitado.
La celebración de las posadas son procesiones que se realizan durante 23 días, saliendo a las 6:00 p.m de la iglesia parroquial a los diferentes hogares, en donde José y María son peregrinos y buscan un lugar para que María pueda dar a luz a su hijo, como obra del Espíritu Santo; durante su diario recorrer rezan el rosario y entre cada misterio realizan cantos alusivos. En el hogar donde es recibido hacen arreglos con motivos alusivos a la Navidad y a la mañana siguiente es llevado por una persona de la vivienda a la iglesia; esto se repite cada día.
Parte de la tradición que se celebraba antiguamente eran los San Benitos, que consistía en celebrar un novenario de rezos a la imagen san Benito donde se reunía gran número de personas y luego después de ello se dedicaban a bailar y todo lo hacían con el objetivo de pagar promesas.
Por tradición también se mantiene de que a las velaciones de los muertos asisten muchas personas y los amigos de los dolientes llegan hasta ellos para patentizar su pesar y entregarle una pequeña contribución monetaria, quedándose a hacer compañía hasta las primeras horas del día siguiente, a los acompañantes se les atiende con tamales, café, pan, cigarro, naipes, a veces hasta licor; se les atiende hasta las 23 horas adelante. Los concurrentes se mantienen jugando naipes, chucho, poker, comentando cualquier suceso, narrando cuentos, y las mujeres dentro de la casa rezan oraciones por el descanso del difunto si es adulto. Si el muerto es extraño u sumamente pobre por contribución popular se le compra el ataúd y los gastos de velación que el vecindario da con buena voluntad.
Desde 2011 el día 7 de diciembre como víspera a la celebración de la purísima concepción de María, la municipalidad en coordinación con la iglesia católica y por sugerencia de algunos lugareños, dónde podemos mencionar al señor Evert López quien creo el festival del farolito, celebración que año con año a tomado más forma y popularidad en la zona, tal es el caso que muchas personas visitan la ciudad esas fechas para ser parte de esta tradición naciente.  
Otras creencias religiosas no han logrado echar raíces en Santa Elena, aunque insistentemente se ven, tanto en el área urbana como en rural, grupos de personas de diferentes sectas protestantes y otras visitando hogares para atraerlos a sus agrupaciones.